# Peter Pan (film, 1924)
Pour les articles homonymes, voir Peter Pan (homonymie).
Pour plus de détails, voir Fiche technique et Distribution.
Peter Pan est un film muet américain réalisé par Herbert Brenon, sorti en 1924, produit par la Famous Players-Lasky Corporation. Le film est une adaptation de la pièce du même nom de J. M. Barrie datant de 1904.

## Synopsis
Dans l'histoire, Peter Pan, un garçon magique qui refuse de grandir, emmène les enfants Darling — Wendy, John et Michael — depuis Londres jusqu'au Pays imaginaire où ils connaissent des aventures au cours desquelles ils affrontent le Capitaine Crochet et son équipage de pirates. Finalement, les enfants regrettent la maison et ont envie de rentrer chez eux. Wendy invite Peter et les Garçons perdus à venir avec eux afin qu'ils puissent être adoptés. Les Garçons perdus ont envie de le faire mais Peter refuse : il ne veut pas grandir. Wendy, ses frères et les Garçons perdus sont alors capturés par les pirates. Peter les sauve et oblige le Capitaine Crochet à marcher sur la planche pour être dévoré par le même crocodile qui lui a autrefois mangé la main. Wendy et les garçons retournent chez les Darling où Madame Darling rencontre Peter pour la première fois. Elle lui propose de l'adopter mais il refuse pour la même raison qui lui avait fait refuser de retourner avec Wendy et les garçons : il n'a pas envie de grandir. Peter demande ensuite à Wendy de retourner avec lui au Pays imaginaire. Madame Darling accepte qu’elle s'y rende une fois par an aider Peter pour le grand nettoyage de printemps.

## Fiche technique
Sauf indication contraire ou complémentaire, les informations mentionnées dans cette section proviennent du générique de fin de l'œuvre audiovisuelle présentée ici.
- Titre : Peter Pan
- Réalisation : Herbert Brenon

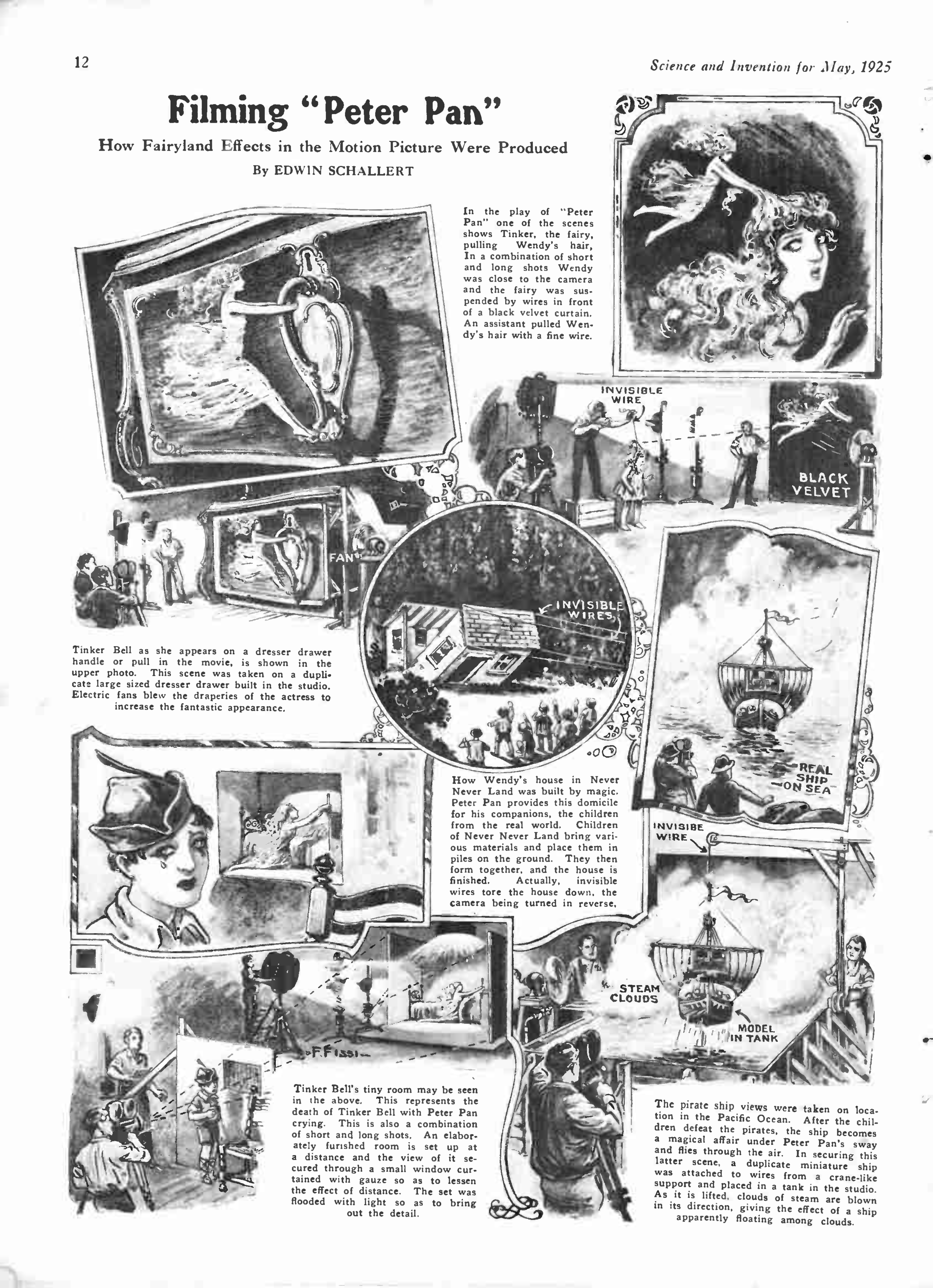
Explication des trucages dans le film. Article de Science and Invention de mai 1925.

- Scénario : Willis Goldbeck d'après la pièce de J. M. Barrie
- Production : Herbert Brenon, Adolph Zukor et Jesse L. Lasky
- Société de production : Famous Players-Lasky Corporation
- Décors : Edward Smith
- Photographie : James Wong Howe
- Effets spéciaux : Roy Pomeroy[1]
- Distribution : Paramount Corporation
- Format : Noir et blanc - 1,37:1[2] - Muet - 35 mm[2]
- Genre : Fantastique
- Durée : 105 minutes
- Pays d'origine :  États-Unis
- Dates de sortie[3] : États-Unis : le 29 décembre 1924 et le 8 avril 2001 dans une version restaurée.

## Distribution
- Betty Bronson : Peter Pan
- Ernest Torrence : le Capitaine Crochet
- Mary Brian : Wendy Moira Angela Darling
- Virginia Brown Faire : la Fée Clochette
- Jack Murphy : John Napoleon Darling
- Philippe De Lacy (en) : Michael Nicholas Darling
- George Ali (en) : Nana, la chienne gouvernante
- Esther Ralston : Madame Darling
- Cyril Chadwick : Monsieur Darling
- Anna May Wong : Lily la Tigresse
- Edward Kipling (en) : Monsieur Mouche

|                                                                              |
| Wendy (Mary Brian) et Peter Pan (Betty Bronson). Carte publicitaire de 1924. |

|                                                                 |
| Wendy, Peter Pan et madame Darling. Carte publicitaire de 1924. |

| |
| La chienne Nanna (George Ali (en)) et Peter Pan. Extrait du film paru dans The Moving Picture World en novembre 1924. |

|                                                      |
| Le couple Darling découvre « l'ombre » de Peter Pan. |

| |
| Le Capitaine Crochet et ses pirates ont capturé Peter Pan. Extrait du film paru dans The Moving Picture World en janvier 1925. |

## Distinction
En 2000, Peter Pan a été désigné « culturellement signifiant » par la bibliothèque du Congrès et sélectionné pour préservation au National Film Registry.

## Autour du film
Sans arrêt à la recherche d'histoires ou de pièces à adapter, le producteur Jesse L. Lasky parvient à acheter, pour le compte de Paramount Pictures, les droits cinématographiques de dix pièces de J. M. Barrie contre 100 000 $ ainsi que 50 % des bénéfices sur les futurs films.
C'est J. M. Barrie qui choisit Betty Bronson, une femme adulte, pour interpréter Peter Pan.
|                          |
| Affiche de 1924 du film. |

|                                                                                 |
| Annonce du film par Paramount Pictures dans The Film Daily du 11 décembre 1924. |

|                                                          |
| Publicité pour le film dans Variety du 24 décembre 1924. |

|                                  |
| Betty Bronson pose en Peter Pan. |